# Little White House

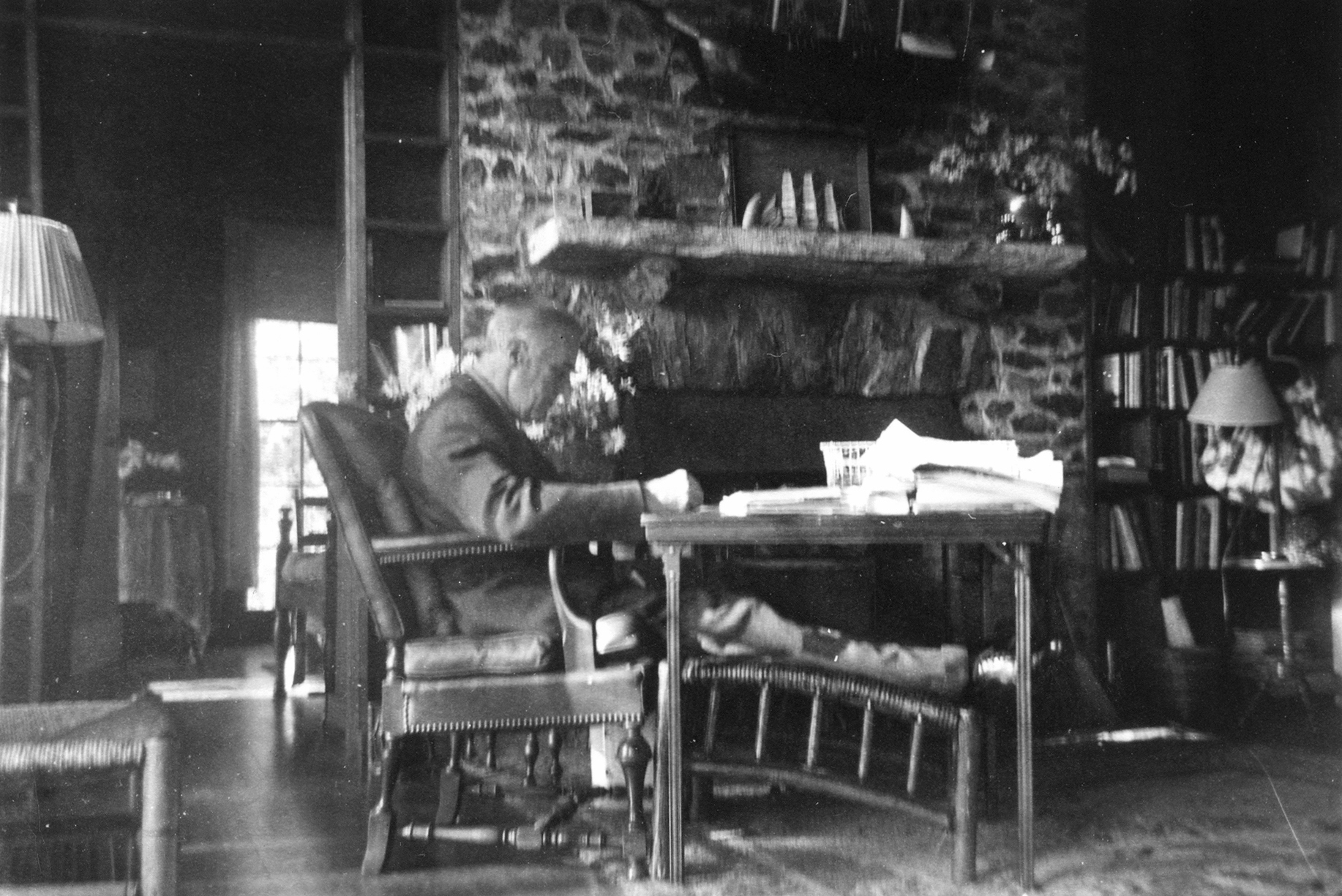
Franklin Delano Roosevelt strax för sin död, april 1045

Little White House är ett amerikanskt personmuseum. Det var president Franklin D. Roosevelts privata fritidsbostad, belägen i Warm Springs i Georgia i USA. Huset öppnades som museum för allmänheten 1948. Museet sköts av delstaten Georgia. 
Franklin Delano Roosevelt drabbades 1921 vid 39 års ålder av polio. Varma bad och fysisk träning lindrade hans smärtor. Han kom första gången till Warm Springs i Georgia i oktober 1924, där han besökte en badinrättning som hade en naturlig varmvattenkälla med 31-gradigt vatten, men som i övrigt var nedgånget. Franklin D. Roosevelt köpte 1927 badinrättningen och den lantegendom på 6,9 kvadratkilometer där den låg. Badinrättningen fick namnet Roosevelt Warm Springs Institute for Rehabilitation. Fem år senare, efter att ha vunnit 1931 års presidentval, lät han uppföra ett trähus med fem rum och kök på egendomen. Huset blev därefter hans fritidsbostad under hela hans presidentperiod och fick benämningen Little White House. Han vistades under denna period 16 gånger i Warm Springs, vanligtvis två eller tre veckor åt gången. Det var vid denna tid en dagsresa med tåg mellan Washington och Warm Springs. 
Little White House är byggt i Colonial Revival-stil av georgiafuru. Det hade tre sovrum: ett för Franklin D. Roosevelt, ett för hans hustru Eleanor och ett för Roosevelts personliga sekreterare Marguerite LeHand. Övriga rumsenheter var en stor förstuga, ett vardagsrum och ett kök. Ett garage och ett hus för tjänstefolk byggdes 1932 och ett gästhus 1933. Dessutom uppfördes 1934 ett bostadshus för Georgia Wilkins, som tillhörde den familj som hade sålt egendomen till Roosevelt. 
Roosevelts sista vistelse i Little White House började den 30 mars 1945. Han var då vid dålig hälsa. Den 12 april satt han modell för ett porträtt i vardagsrimmet för Elizabeth Shoumatoff, då han fick en stroke och senare dog efter två timmar. 
Huvuddelen av egendomen gick enligt Roosevelts testamente till Georgia Warm Springs Foundation, vilken övertog egendomen 1948, med undantag för Georgia Wilkins hus.
Little White House sköte av delstaten Georgias naturreservatsförvaltning och är öppet för besökare. Det har bevarats som det var vid Franklin D. Roosevelts död, med ursprungliga byggnader och ursprunglig inredning. 

## Bildgalleri

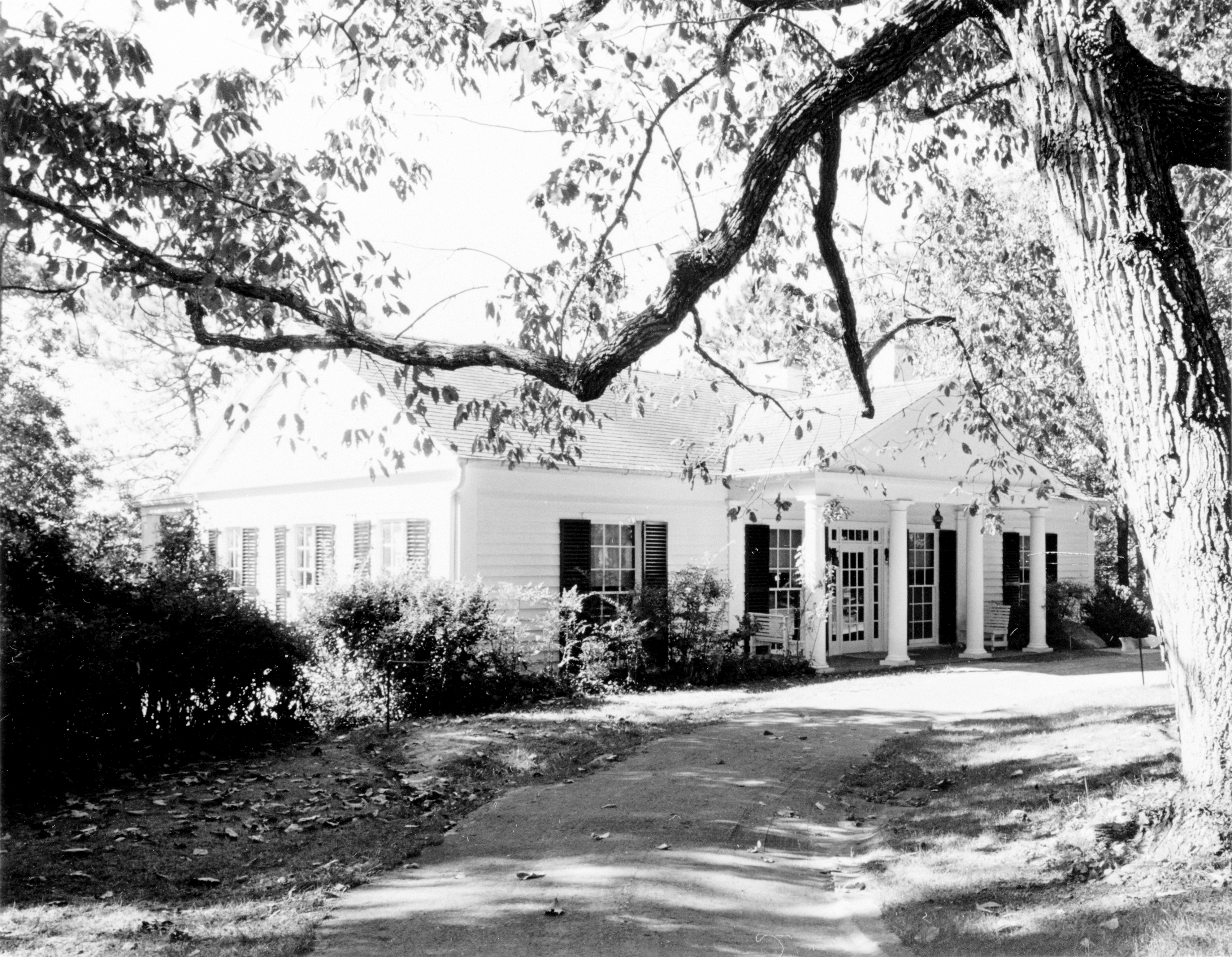
Little White House 1932
Översiktsplan
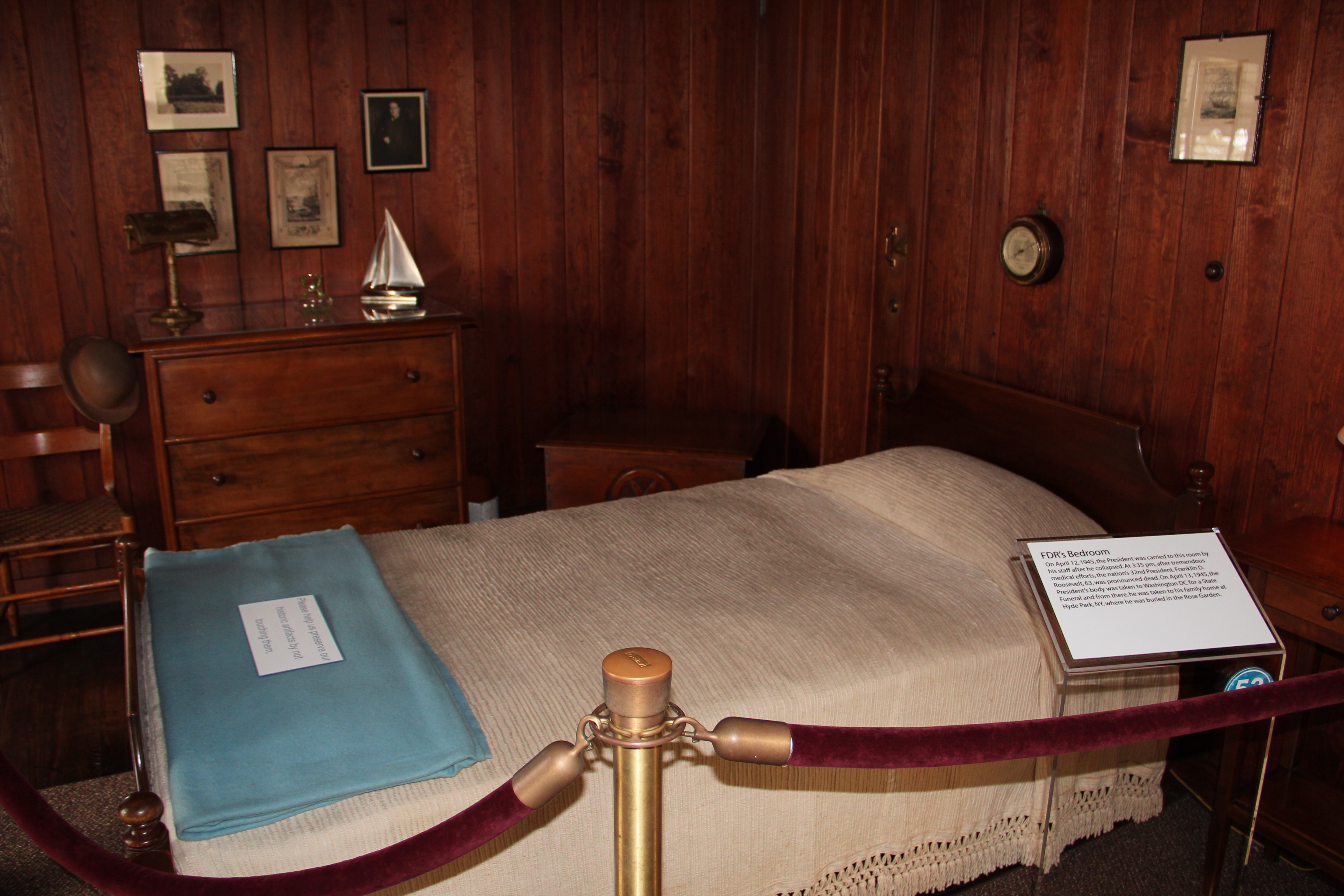
Franklin D. Roosevelts sovrum
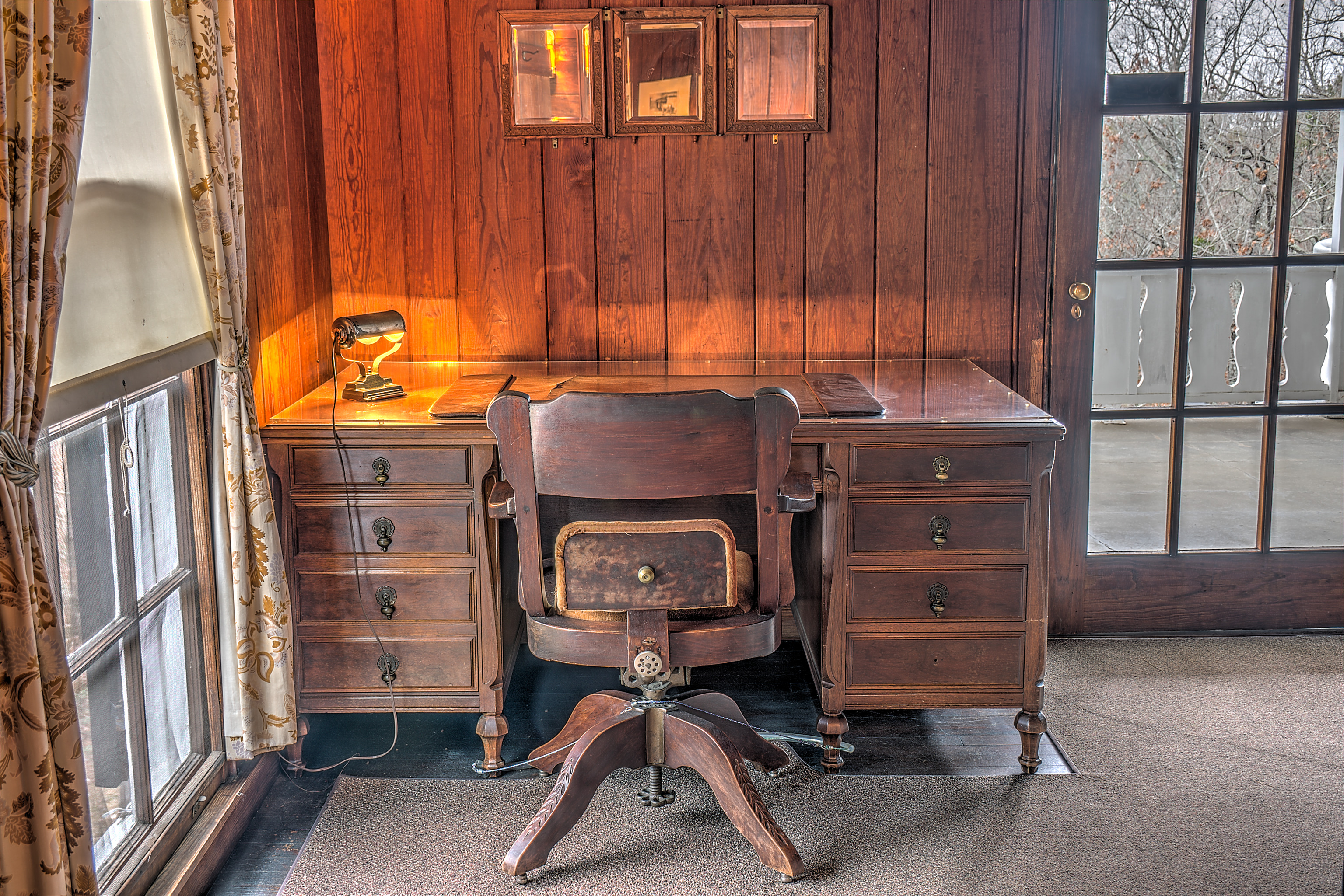
Presidentens skrivbord
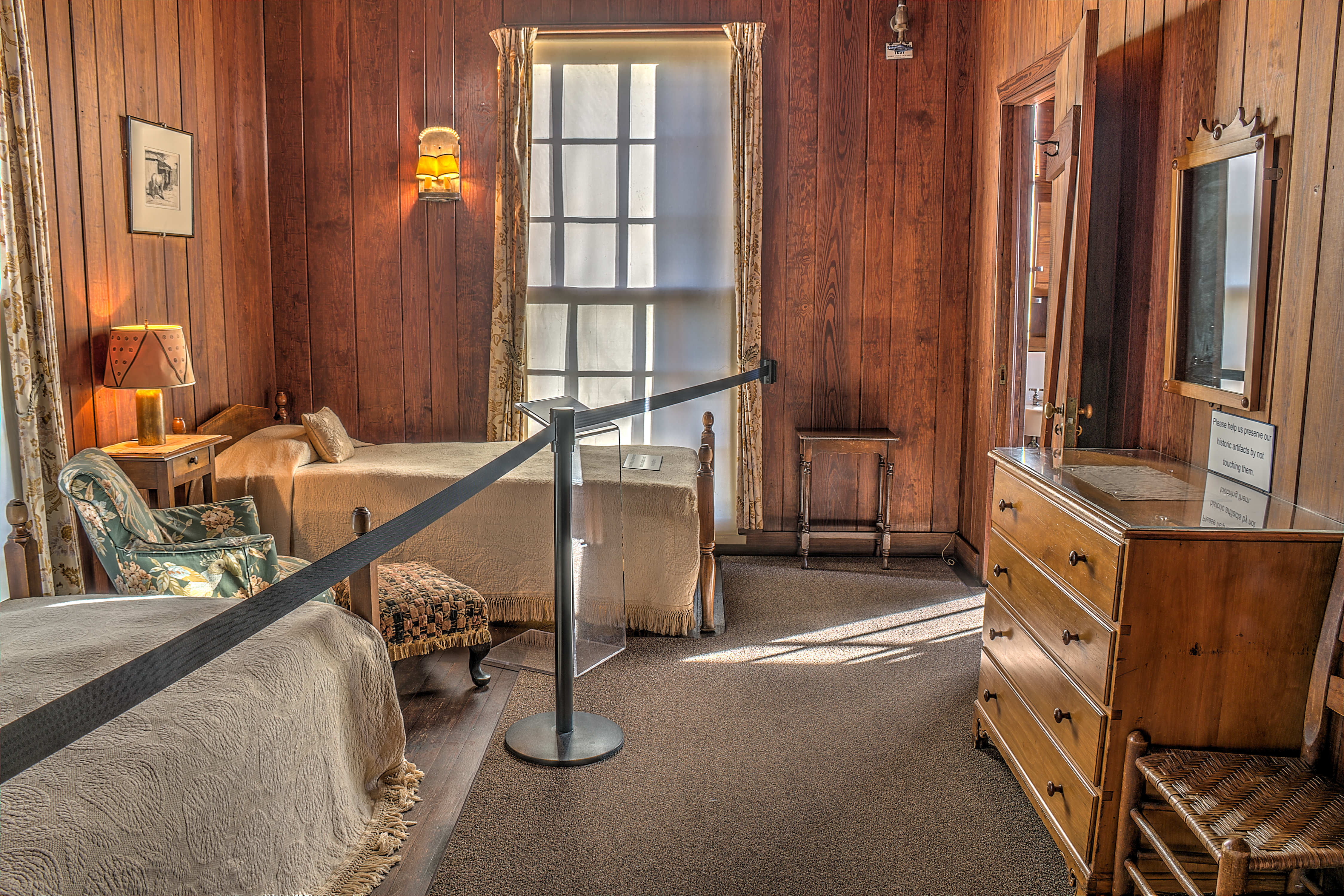
Eleanor Roosevelts sovrum
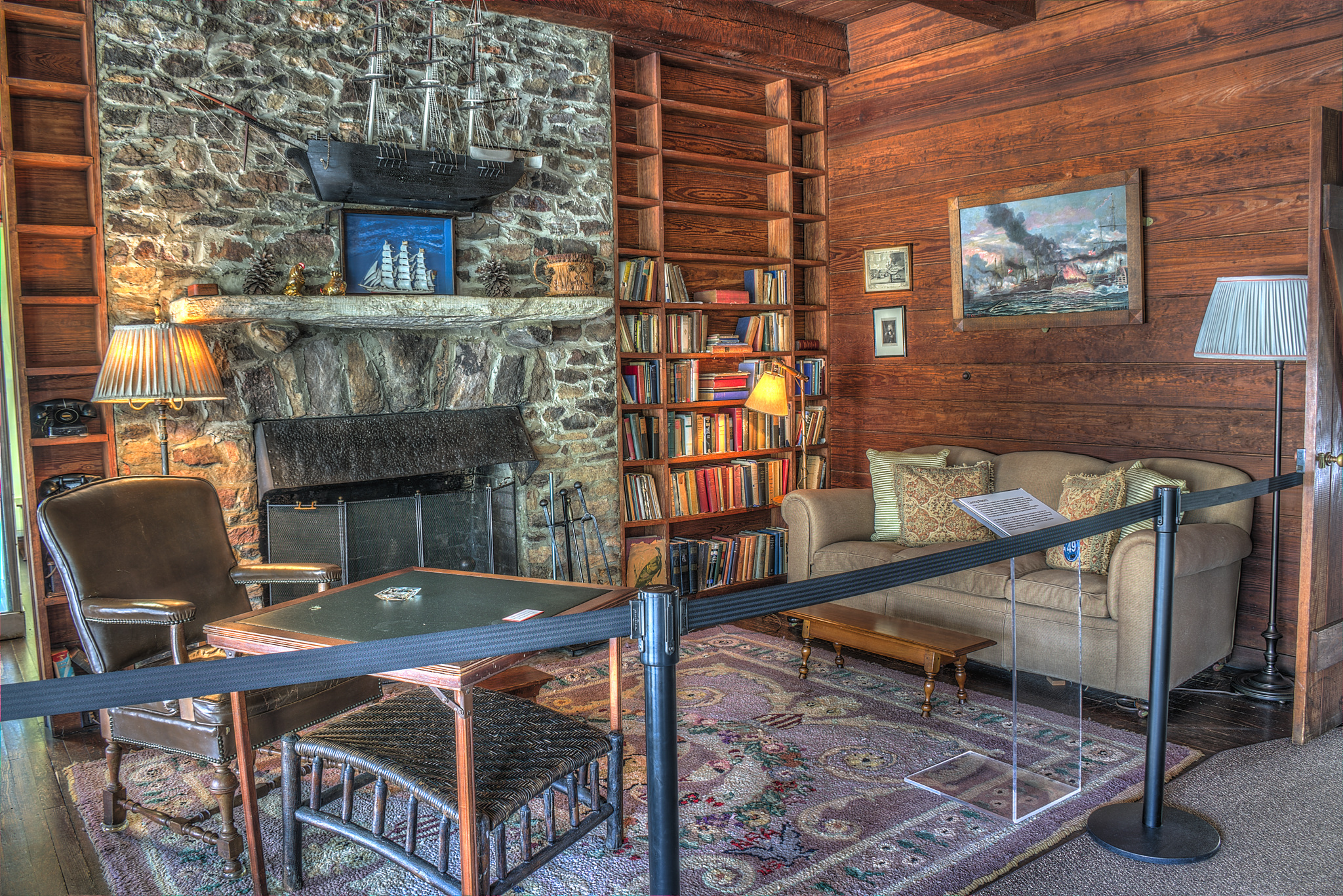
Vardagsrummet
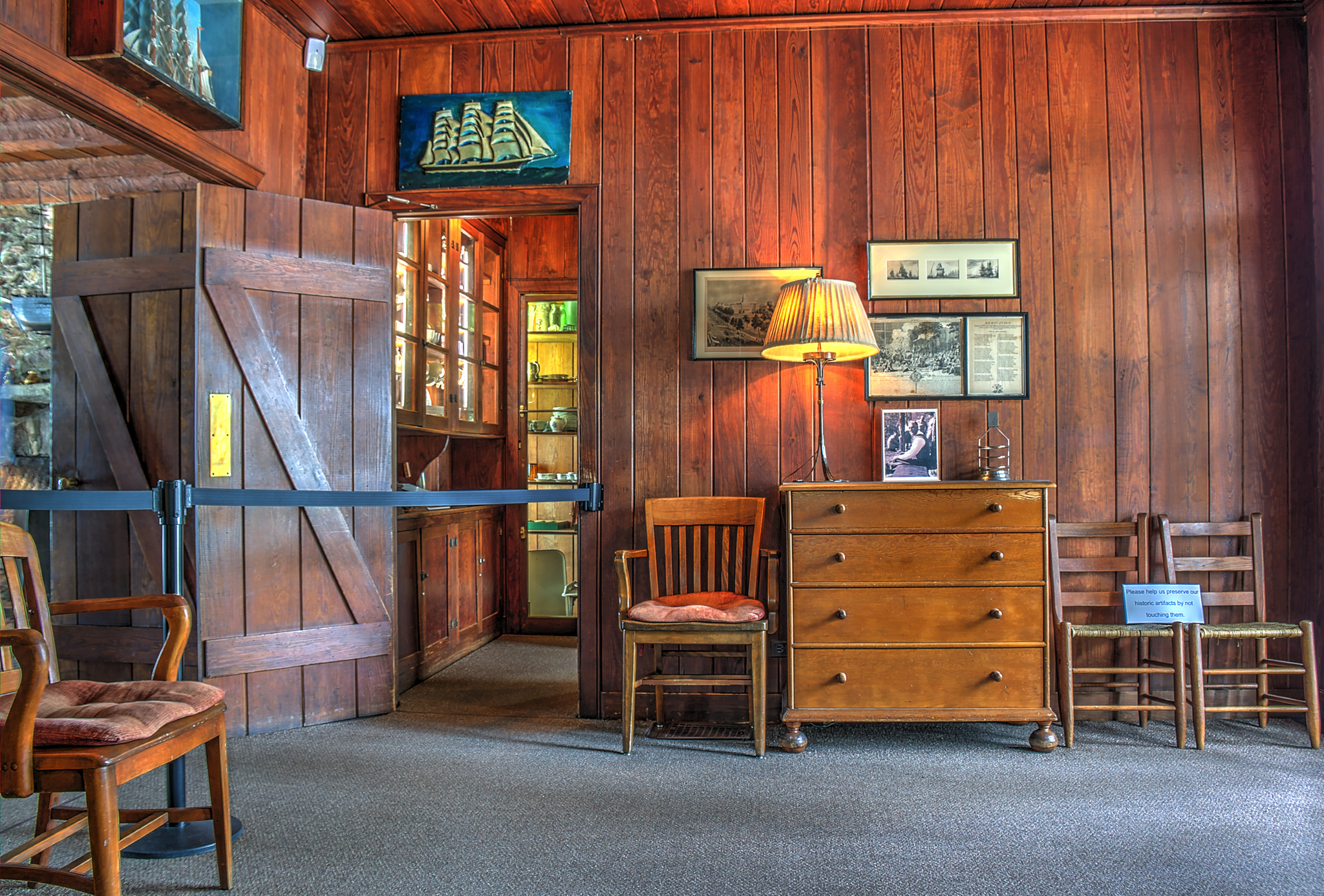
Förstugan
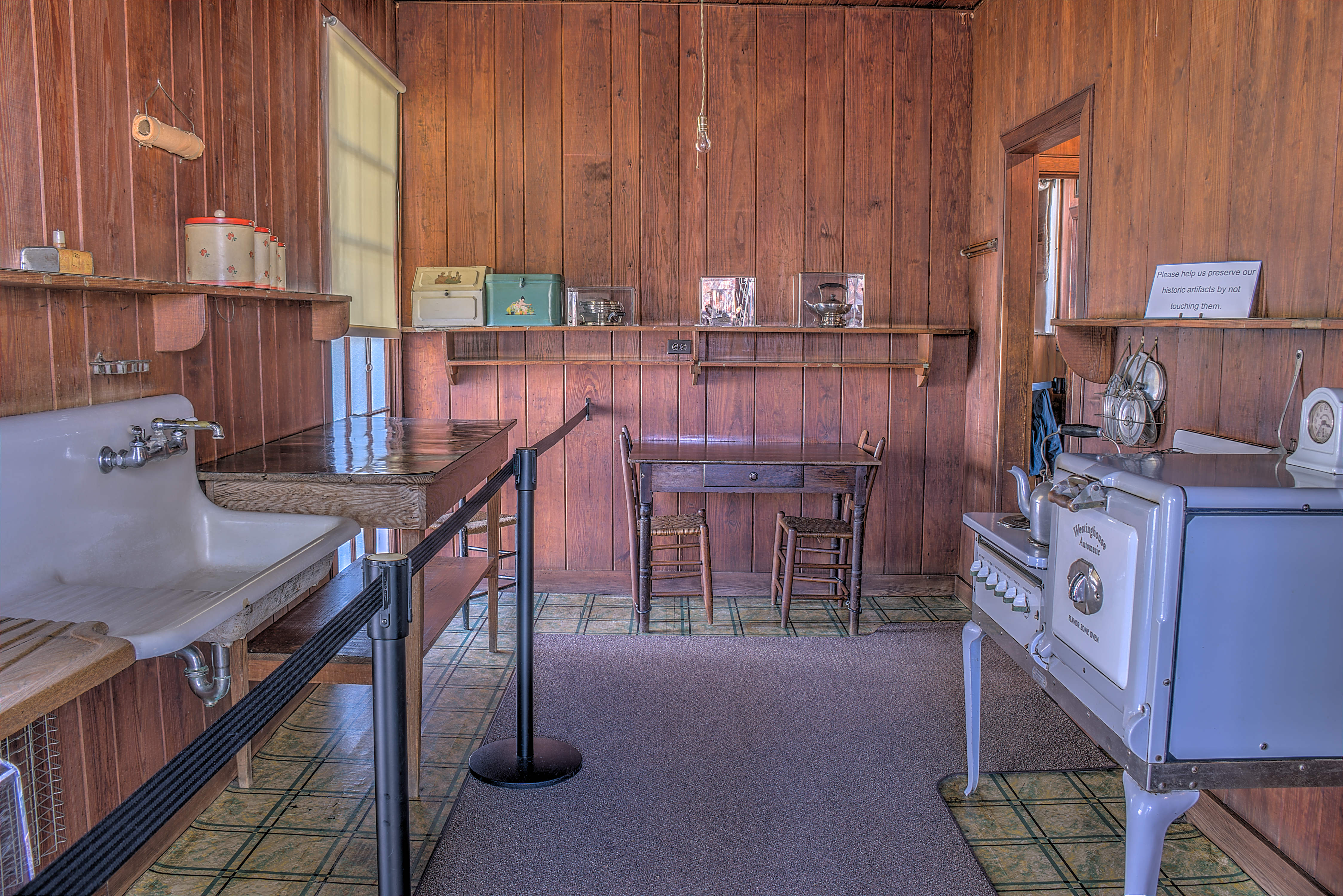
Köket
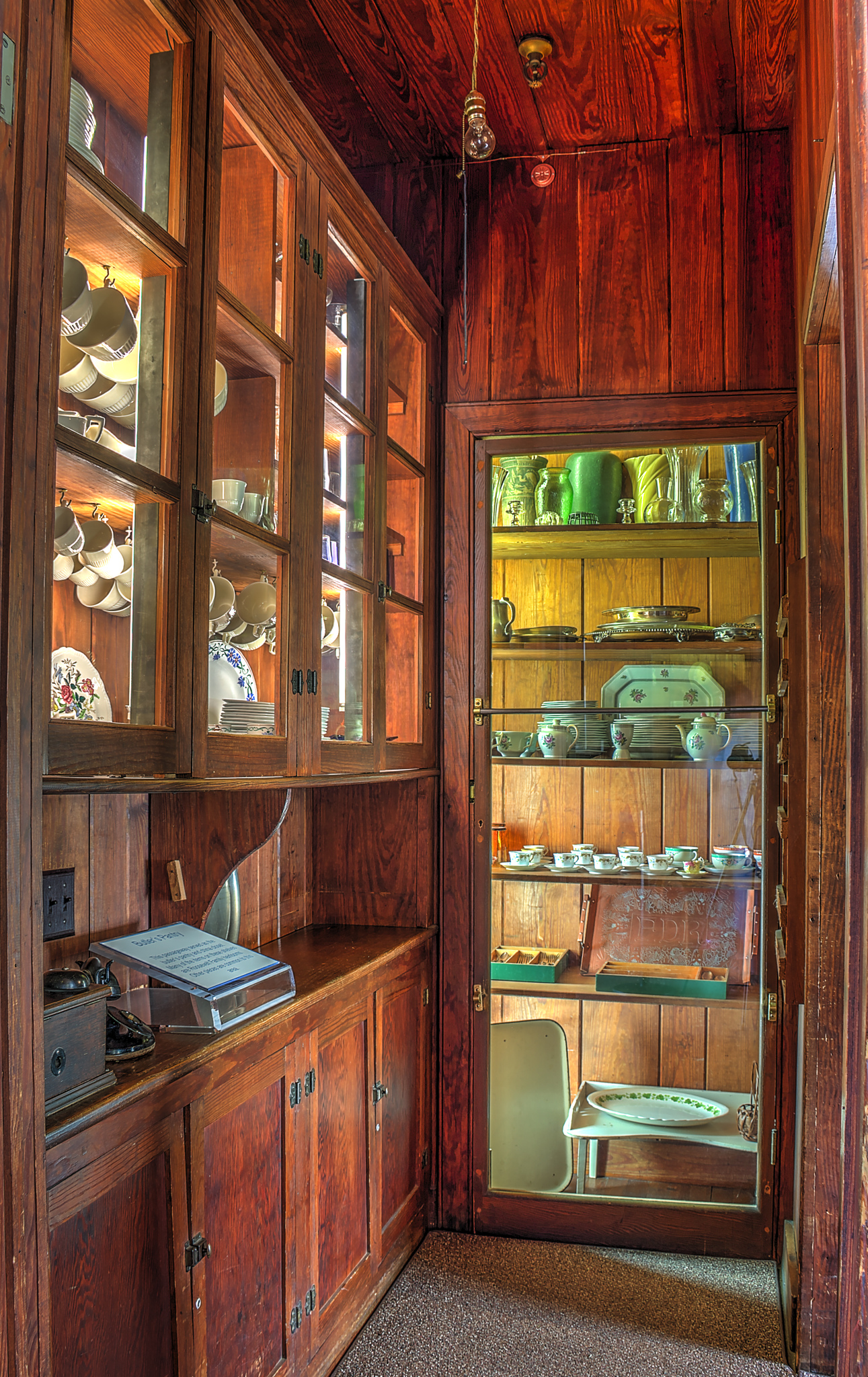
Butlerns vestibul
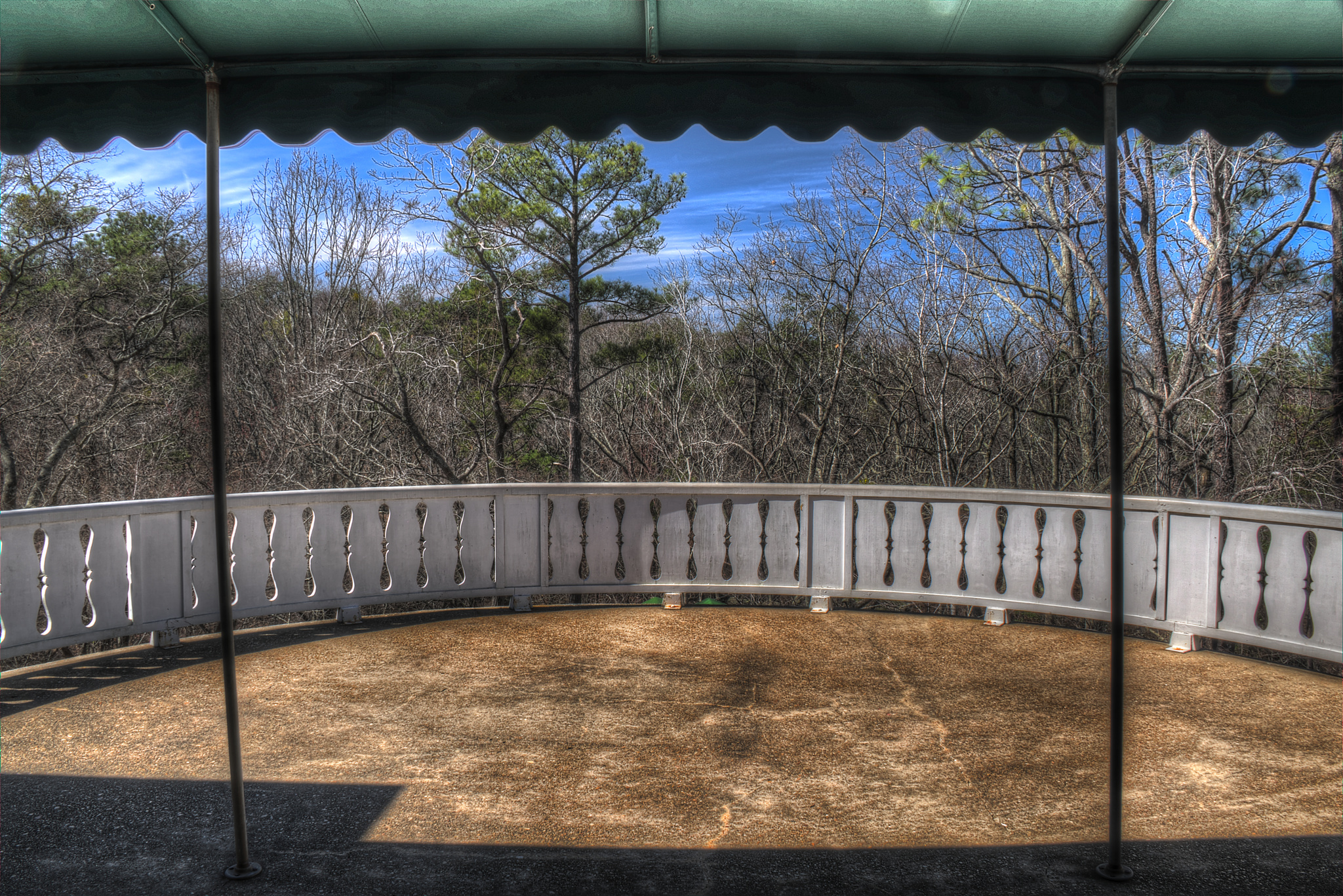
Soldäcket